# Schizymenium madagassum
Schizymenium madagassum là một loài Rêu trong họ Bryaceae. Loài này được (Cardot) A.J. Shaw miêu tả khoa học đầu tiên năm 1985.